# Chaim Schalk
Chaim Schalk (* 23. April 1986 in Red Deer) ist ein US-amerikanisch-kanadischer Volleyball- und Beachvolleyballspieler.

## Karriere
Schalk spielte in seiner Jugend Hallenvolleyball in seiner kanadischen Heimat bei den Red Deer Kings. Von 2006 bis 2009 war er Zuspieler bei den Trinity Western Spartans in Langley (British Columbia), wo auch seine Brüder Jaben, Seth und Mikiah spielten. Danach wechselte Schalk in den Sand und spielte von 2010 bis 2011 mit Martin Reader und 2012 mit Matt Zbyszewski auf der FIVB World Tour, allerdings mit wenig Erfolg. Seit 2013 spielte Schalk an der Seite von Ben Saxton erfolgreicher. Bei der WM in Stare Jabłonki kamen Saxton/Schalk bis ins Viertelfinale. Hier mussten sie sich jedoch den Brasilianern Alison/Emanuel geschlagen geben und belegten Platz fünf. 2015 und 2016 hatten Saxton/Schalk einige Podiumsplatzierungen auf der FIVB World Tour. Bei den Olympischen Spielen in Rio de Janeiro belegten die Kanadier Platz neun. 2017 erreichten sie bei der Weltmeisterschaft in Wien den fünften Platz.
Ende 2017 trennte sich Schalk von Saxton und startet seitdem für die Vereinigten Staaten. Mit Theodore Brunner erreichte er 2022 bei der Weltmeisterschaft in Rom das Halbfinale, anschließend belegten die beiden Nordamerikaner beim Finale der NORCECA Beach Tour den Bronzerang. Von 2023 bis Mai 2024 ging Chaim Schalk gemeinsam mit Tri Bourne ans Netz.
Seit Sommer 2024 ist James Shaw sein Partner. Nach zunächst durchwachsenen Resultaten gelang Schalk/Shaw auf der World Pro Tour 2025 beim ersten Elite16-Turnier im mexikanischen Quintana Roo der dritte Platz.

## Privates
Schalk ist seit 2015 mit der US-amerikanischen Beachvolleyballspielerin Lane Carico verheiratet. Die beiden leben in Manhattan Beach und haben seit 2019 eine Tochter.